# Rață arlechin
Rața arlechin (Histrionicus histrionicus) este o rață de mare de mărime mică care aparține subfamiliei Merginae și este singura specie din genul său Histrionicus. Își trage numele de la arlechin, un personaj îmbrăcat colorat din Commedia dell'arte. Numele speciei provine din cuvântul latin histrio, care înseamnă „actor”.

## Galerie

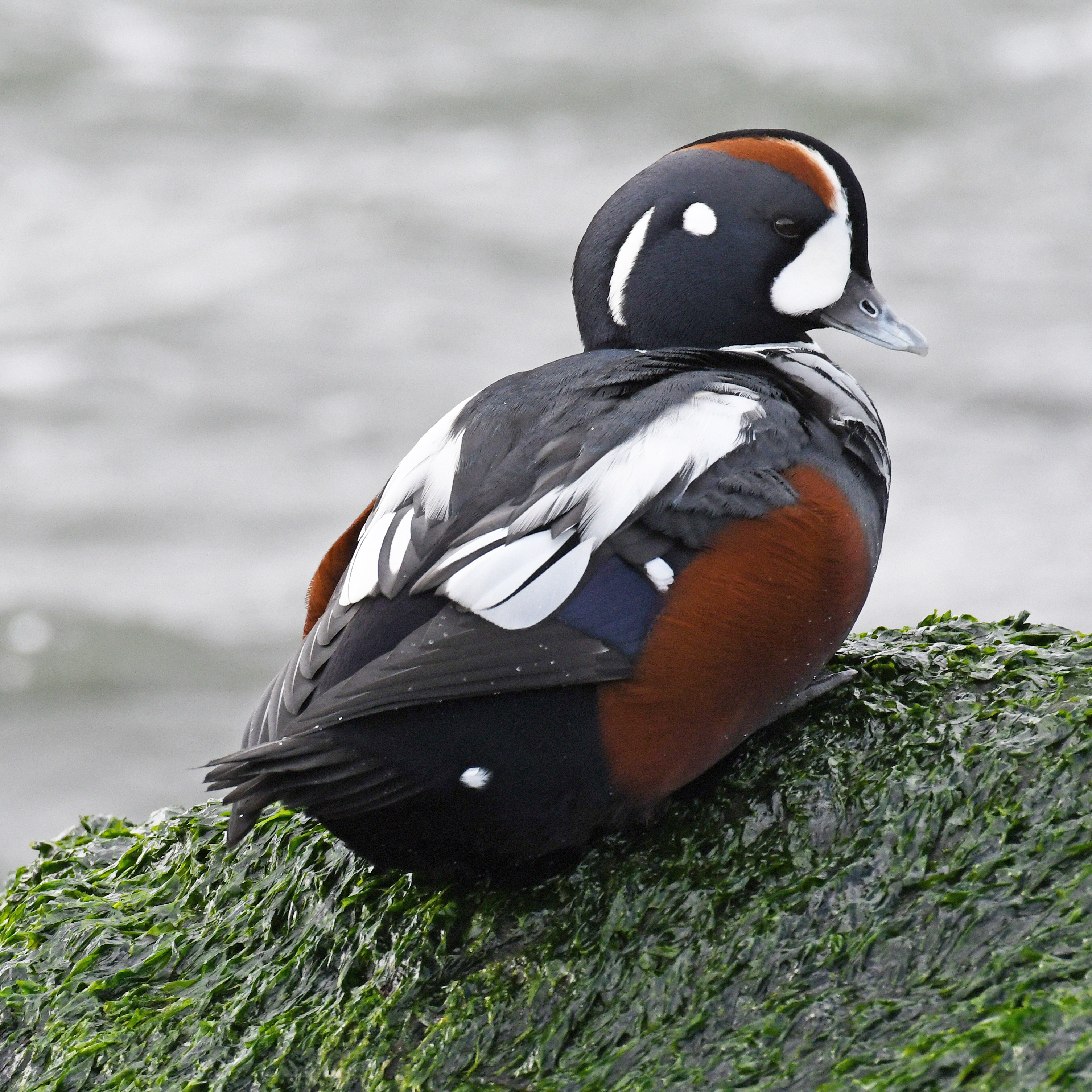
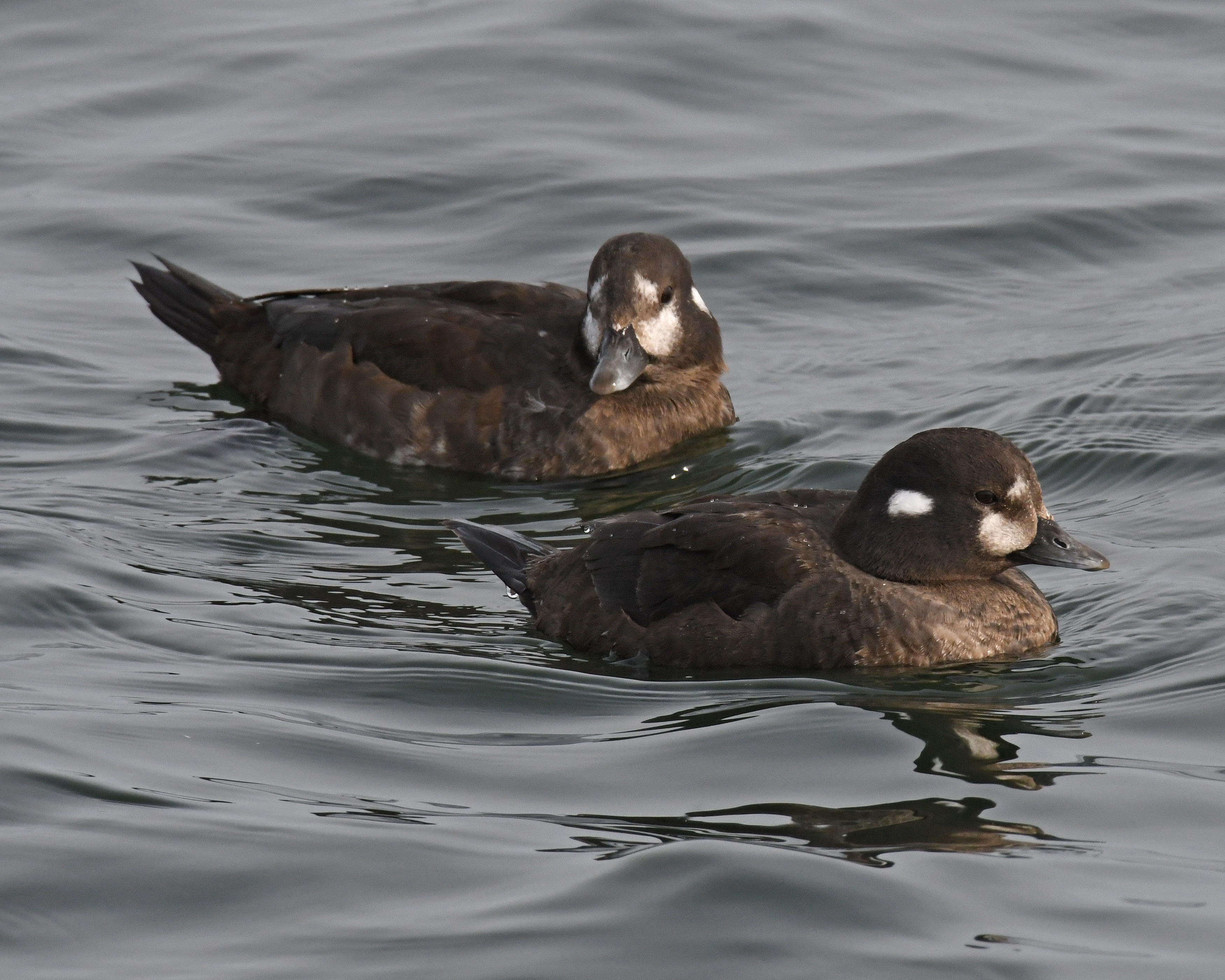
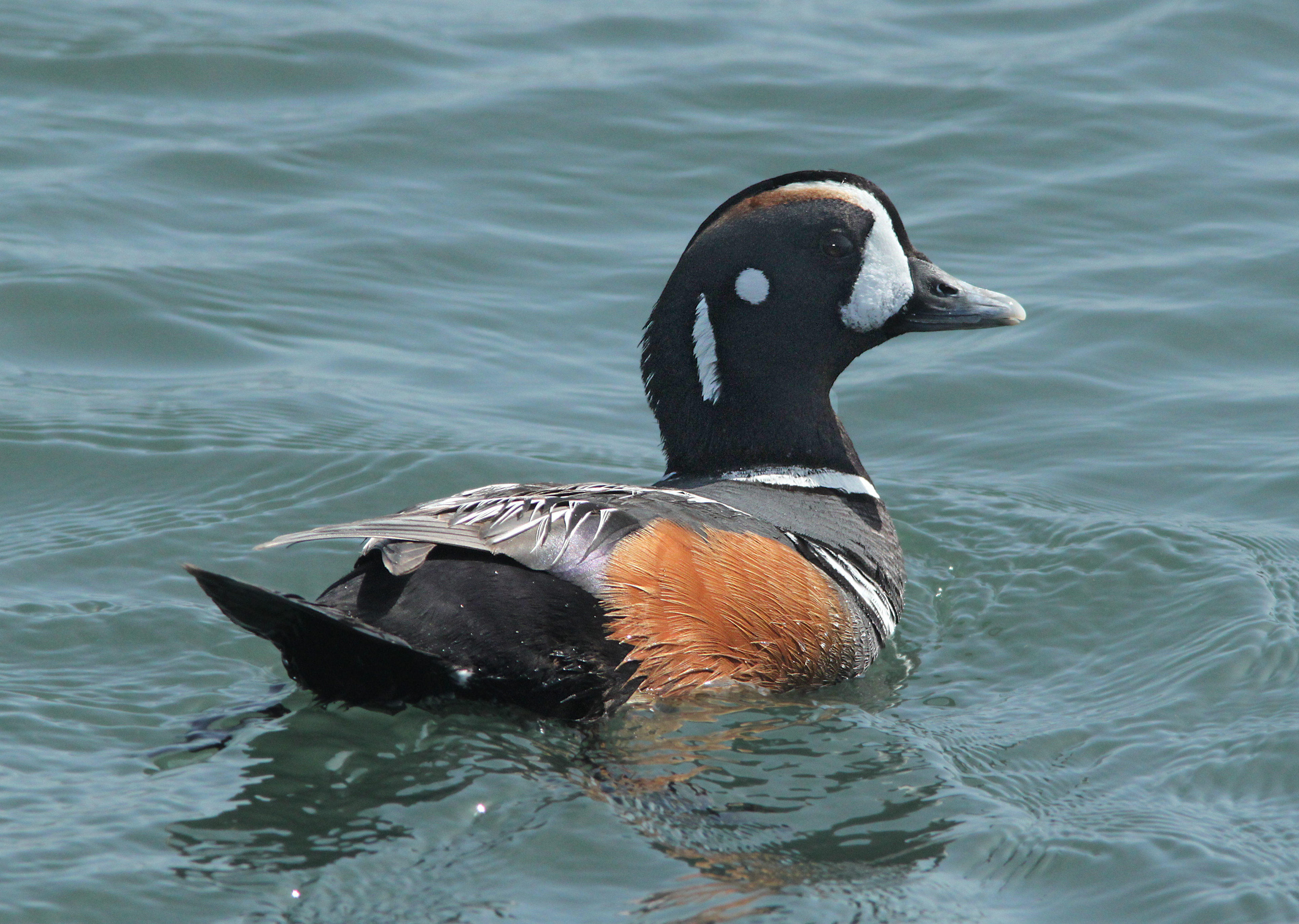
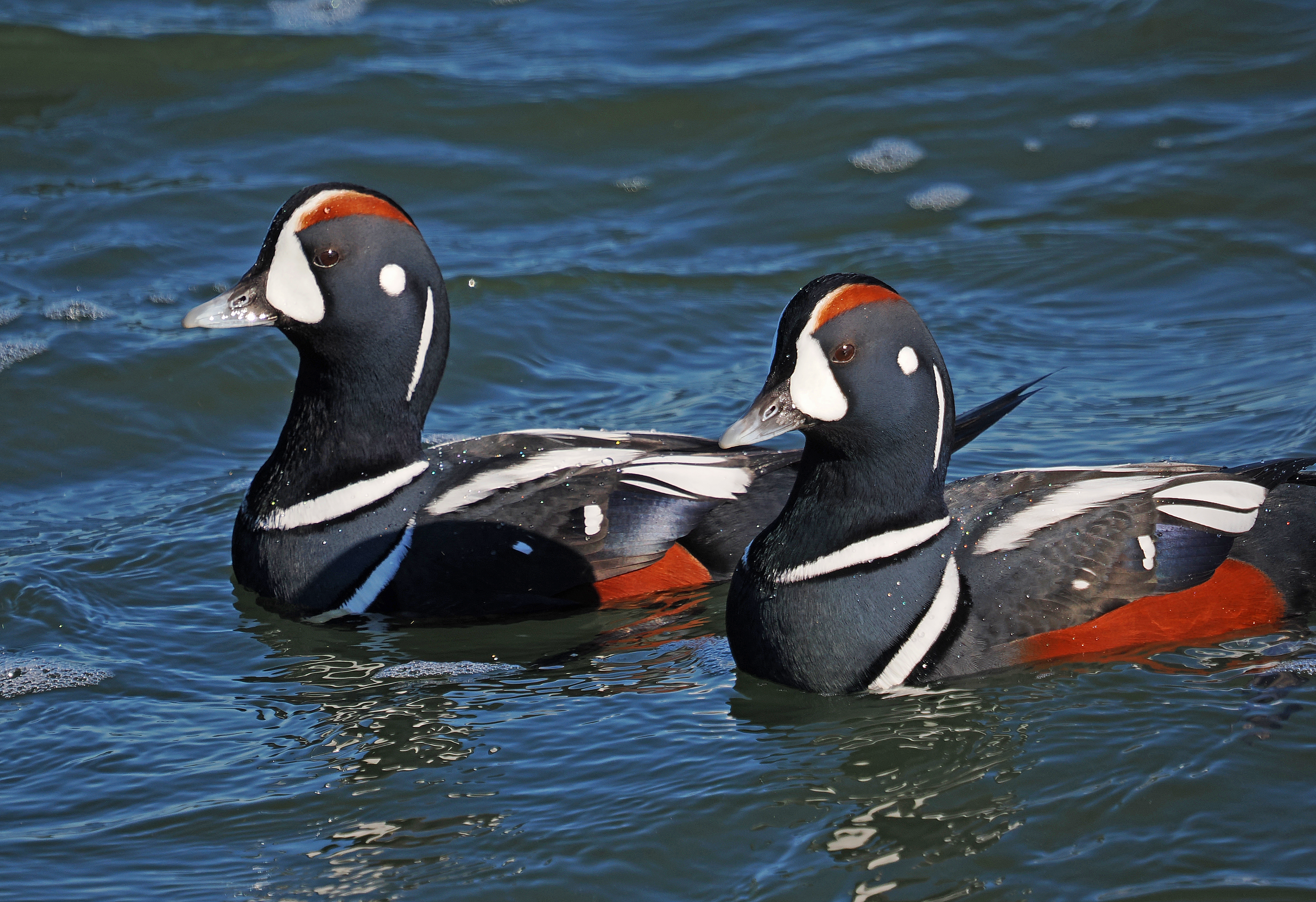